# (72672) 2001 FG53
(72672) 2001 FG53 – planetoida z pasa głównego asteroid okrążająca Słońce w ciągu 5,41 lat w średniej odległości 3,08 j.a. Odkryta 18 marca 2001 roku.